# Liste der Biografien/Ox
Liste der Biografien |
Portal Biografien |
Personensuche
# |
A |
B |
C |
D |
E |
F |
G |
H |
I |
J |
K |
L |
M |
N |
O |
P |
Q |
R |
S |
T |
U |
V |
W |
X |
Y |
Z |
?
 
Oa |
Ob |
Oc |
Od |
Oe |
Of |
Og |
Oh |
Oi |
Oj |
Ok |
Ol |
Om |
On |
Oo |
Op |
Oq |
Or |
Os |
Ot |
Ou |
Ov |
Ow |
Ox |
Oy |
Oz
Die Liste der Biografien führt alle Personen auf, die in der deutschsprachigen Wikipedia einen Artikel haben. Dieses ist eine Teilliste mit 68 Einträgen von Personen, deren Namen mit den Buchstaben „Ox“ beginnt.

## Ox

### Oxa
- Oxa, Anna (* 1961), italienisch-albanische Sängerin
- Oxandabarat, Rosalba (1944–2023), uruguayische Journalistin und Kritikerin
- Oxathres, Achämenide, Sohn des Großkönigs Dareios II.

### Oxb
- Oxberry, Dianne (1967–2019), britische Moderatorin
- Oxborough, Aston (* 1998), englischer Fußballtorhüter
- Oxborrow, Mitchell (* 1995), australischer Fußballspieler
- Oxburgh, Ronald, Baron Oxburgh (* 1934), britischer Geologe, Mineraloge, Petrologe, Hochschullehrer und Politiker

### Oxe
- Oxé, August (1863–1944), deutscher provinzialrömischer Archäologe und Gymnasiallehrer
- Oxe, Peder (1520–1575), dänischer Reichsrat und Reichshofmeister
- Oxen, Kathrin (* 1972), deutsche evangelische Theologin
- Oxenaar, Ootje (1929–2017), niederländischer Graphiker
- Oxenberg, Catherine (* 1961), US-amerikanische SchauspielerinCatherine Oxenberg (* 1961)

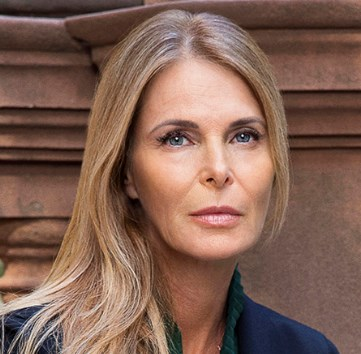
Catherine Oxenberg (* 1961)

- Oxenberg, Jan (* 1945), US-amerikanische Filmregisseurin und Filmproduzentin
- Øxenberg, Peter (* 2005), dänischer Radrennfahrer
- Oxenbould, Ben (* 1969), australischer Schauspieler und Comedian
- Oxenbould, Ed (* 2001), australischer Schauspieler
- Oxenford, John (1812–1877), britischer Bühnenschriftsteller, Librettist, Kritiker und Übersetzer
- Oxenham, Sofia, britische Schauspielerin
- Oxenhorn, Wendy (* 1968), US-amerikanische soziale Aktivistin
- Oxenius, Annette (* 1968), Schweizer Immunologin und Hochschullehrerin
- Oxenius, Kurt (1881–1950), deutscher Kinderarzt und Schriftsteller
- Oxenius, Wilhelm (1912–1979), deutscher Offizier während des Zweiten Weltkriegs
- Oxenknecht-Witzsch, Renate (1953–2022), deutsche Rechtswissenschaftlerin
- Oxenryd, Sandra (* 1982), schwedische Popsängerin
- Oxenstierna, Axel (1583–1654), schwedischer KanzlerAxel Oxenstierna (1583–1654)

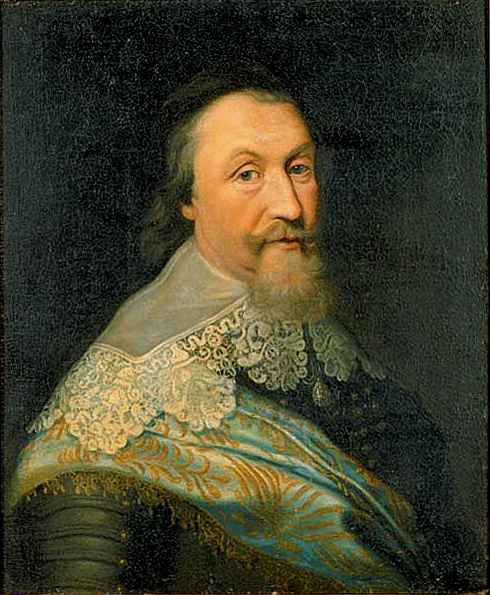
Axel Oxenstierna (1583–1654)

- Oxenstierna, Bengt (1623–1702), schwedischer Politiker und Diplomat
- Oxenstierna, Bengt Bengtsson (1591–1643), schwedischer Reichsrat, Diplomat und Gouverneur
- Oxenstierna, Bengt Jönsson († 1450), schwedischer Ritter, Reichsrat und Reichsverweser
- Oxenstierna, Erik Axelsson (1624–1656), schwedischer Reichskanzler
- Oxenstierna, Erik Gabrielsson († 1594), schwedischer Gouverneur in Estland
- Oxenstierna, Gabriel Bengtsson (1586–1656), schwedischer Staatsmann
- Oxenstierna, Gabriel Kristiernsson († 1585), schwedischer Militär und Staatsmann
- Oxenstierna, Gustaf Gabrielsson (1551–1597), schwedischer Staatsmann
- Oxenstierna, Gustaf Gabrielsson (1613–1648), schwedischer Staatsmann
- Oxenstierna, Johan Axelsson (1611–1657), schwedischer Staatsmann
- Oxenstierna, Johan Gabriel (1899–1995), schwedischer Moderner Fünfkämpfer
- Oxenstierna, Jöns Bengtsson (1417–1467), schwedischer Erzbischof und Politiker
- Oxenstierna, Nils Jönsson († 1450), schwedischer Adliger und Reichsverweser

### Oxf
- Oxford 1949, Maler von, antiker griechischer Vasenmaler
- Oxford, Kelly (* 1977), kanadische Autorin und Bloggerin
- Oxford, Reece (* 1998), englischer Fußballspieler
- Oxfort, Hermann (1928–2003), deutscher Politiker (FDP), MdA, Berliner Bürgermeister und Justizsenator
- Oxfort, Josef (1923–1996), deutscher Bauingenieur

### Oxh
- Oxholm, Tom Erik (* 1959), norwegischer Eisschnellläufer

### Oxi
- Oxilia, Nino (1889–1917), italienischer Filmregisseur und Autor

### Oxl
- Oxlade-Chamberlain, Alex (* 1993), englischer FußballspielerAlex Oxlade-Chamberlain (* 1993)
- Öxle, Martin (* 1949), deutscher Koch

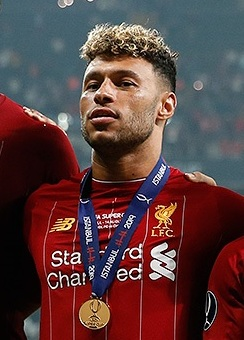
Alex Oxlade-Chamberlain (* 1993)

- Öxler, Erich (1968–2021), deutscher Songwriter und Musikproduzent
- Öxler, Wolfgang (* 1957), deutscher Ordensgeistlicher
- Oxley, Alan John (1919–2011), südafrikanischer Botschafter
- Oxley, John (1785–1828), australischer Entdecker
- Oxley, Michael (1944–2016), US-amerikanischer Politiker
- Oxley, Tony (1938–2023), britischer Schlagzeuger und Komponist

### Oxm
- Oxman, Bernard H. (* 1941), US-amerikanischer Jurist und Professor für Völkerrecht
- Oxman, Neri (* 1976), amerikanisch-israelische Designerin und Professorin am MIT Media LabNeri Oxman (* 1976)

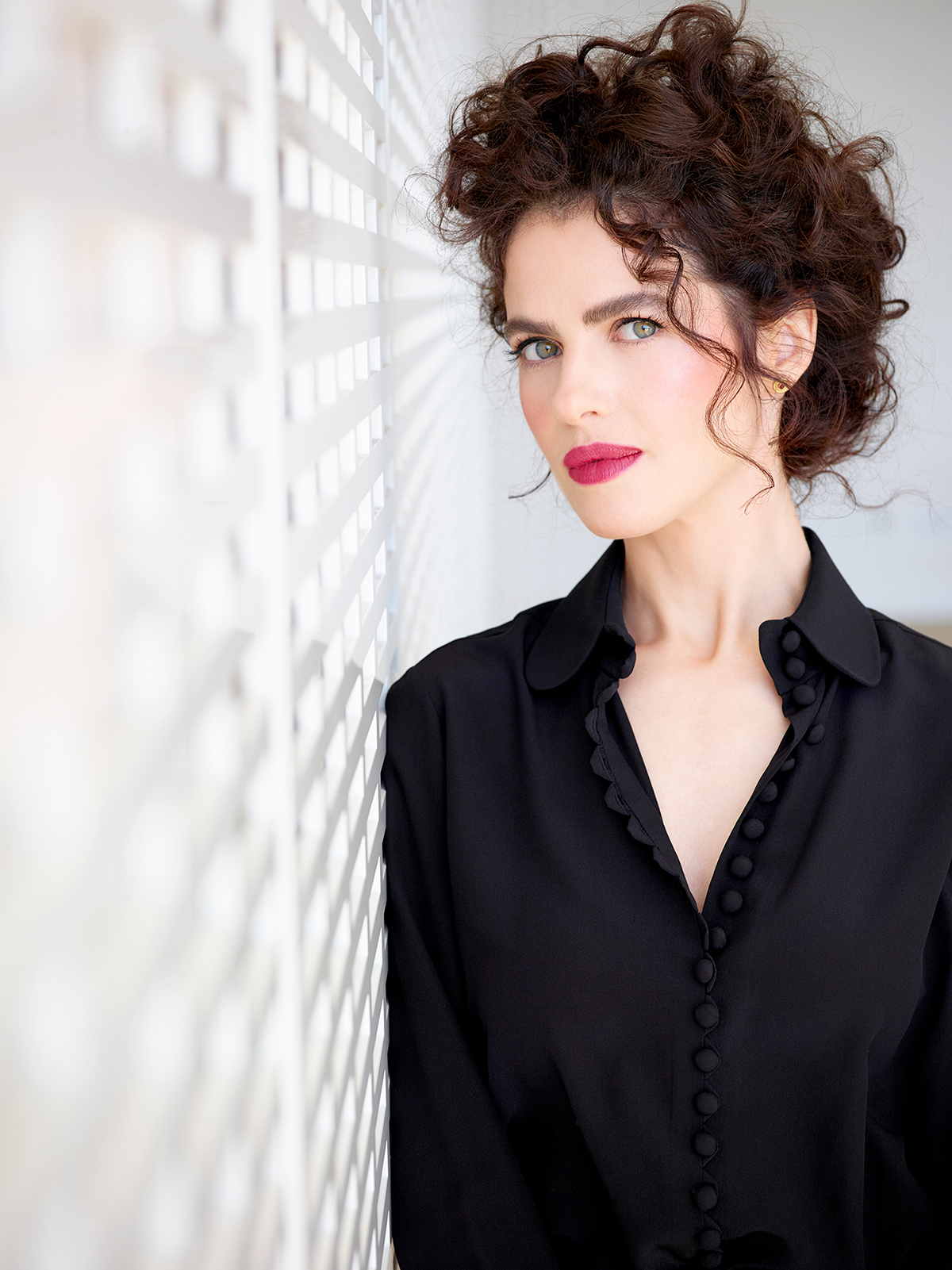
Neri Oxman (* 1976)

### Oxn
- Oxner, Helmut (1956–1982), deutscher Neonazi, der drei Menschen getötet hat

### Oxo
- Oxonitsch, Christian (* 1961), österreichischer Politiker (SPÖ) und Klubobmann im Wiener Landtag und Gemeinderat

### Oxt
- Oxtoby, David W. (* 1951), US-amerikanischer Chemiker und Präsident der American Academy of Arts and Sciences
- Oxtoby, John C. (1910–1991), US-amerikanischer Mathematiker
- Oxtot, Dick (1918–2001), amerikanischer Jazzmusiker

### Oxu
- Oxunov, Vyacheslav (* 1948), usbekischer Künstler (Malerei, Installation, Performance und Aktionskunst)
- Oxunova, Tursunoy (1937–1983), usbekische Brigadeleiterin

### Oxx
- Oxxxymiron (* 1985), russischer Rapper

### Oxy
- Oxyartes, Satrap unter Alexander dem Großen
- Oxyathres, persischer Soldat und Bruder des Königs Dareios III.
- Oxyd, Santrra (* 1961), deutsche Musikerin
- Oxydates, Satrap von Medien
- Oxykanos († 325 v. Chr.), antiker indischer Stammesfürst